# A Última Palavra
A Última Palavra é o sexto trabalho musical do cantor Nani Azevedo, lançado em 2013 pela Central Gospel, com produção musical de Josué Lopez.
O álbum foi gravado no Riomar Studios na Barra da Tijuca, e contou com um coral com mais de 60 vozes e traz a regravação da canção "Meu Barquinho", gravada originalmente pela cantora Giselli Cristina.

## Faixas
1. A maior Promessa (Wiliam Abdiel)
2. Ajoelhados (Marcos Asa)
3. A última palavra vem de Deus (Alexandre Martins)
4. Voz de Salvação (Cláudio Claro)
5. Casa do Oleiro (Delino Marçal)
6. Toque em Cristo (Ton Carfi)
7. Meu Cristo vive (Nani Azevedo)
8. Meu Barquinho (Moisés Clayton)
9. Somos uma grande Família (Marcos Asa)
10. Salmos 46 (Henrique César)
11. Eu me Rendo (Emílio Guimarães)
12. Quando o Poderoso fala (Rogério Brito)

## Clipes
| Música                       | Lançamento           |
| ---------------------------- | -------------------- |
| A última palavra vem de Deus | 10 de agosto de 2013 |
| Casa do oleiro               | 10 de agosto de 2013 |
| Meu barquinho                | 24 de agosto de 2013 |

## Vendas e certificações
| País / Certificadora | Certificação | Vendas |
| -------------------- | ------------ | ------ |
| Brasil (ABPD)        | Ouro         | 45.000 |